# 2010年バンクーバーオリンピックのチャイニーズタイペイ選手団
2010年バンクーバーオリンピックのチャイニーズタイペイ選手団（2010ねんバンクーバーオリンピックのチャイニーズタイペイせんしゅだん）は、2010年2月12日から2月28日までカナダのブリティッシュコロンビア州バンクーバー市で開催された2010年バンクーバーオリンピックのチャイニーズタイペイ選手団、およびその競技結果。

## リュージュ
| 選手名 | 種目         | 結果   | 結果   | 結果   | 結果   | 結果       | 結果 |
| 選手名 | 種目         | 1回目  | 2回目  | 3回目  | 4回目  | 合計タイム | 順位 |
| ------ | ------------ | ------ | ------ | ------ | ------ | ---------- | ---- |
| 馬志鴻 | 男子シングル | 50.318 | 50.460 | 51.090 | 50.494 | 3:22.362   | 34   |